# Myrmecia tarsata
Espèce
Myrmecia tarsata est une espèce de fourmi originaire d'Australie. Les plus fortes populations de cette fourmi géante se trouvent dans le sud-est du pays.
L'espèce est décrite pour la première fois en 1858.

## Nom vernaculaire et classement
Du fait de son agressivité, cet insecte social est aussi connu sous le nom vernaculaire de « fourmi bouledogue ».
La fourmi bouledogue appartient au genre Myrmecia, à la sous-famille Myrmeciinae.
La plupart des ancêtres des fourmis du genre Myrmecia n'ont été retrouvés que dans des fossiles, à l’exception de Nothomyrmecia macrops, seul parent vivant actuellement.

## Biologie
La taille des ouvrières de l'espèce Myrmecia tarsata varie de 14 à 23 mm de long. Myrmecia tarsata a généralement une tête et un thorax d'une couleur bleuâtre tirant vers le noir et des mandibules jaunes. Son abdomen est noir et ses antennes sont d'un jaune tirant vers le rouge. Son corps est couvert de poils épars, très fins, de couleur jaune.

## Source de la traduction
- (en) Cet article est partiellement ou en totalité issu de l’article de Wikipédia en anglais intitulé « Myrmecia tarsata » (voir la liste des auteurs).